# Tristan Tulen
Tristan Tulen, född 22 juli 1991, är en nederländsk fäktare som tävlar i värja. Hans bror Rafaël Tulen är också en fäktare.

## Karriär
Vid sommaruniversiaden 2013 i Kazan tog Tulen brons i värja. Vid EM 2022 i Antalya tog han silver i värja efter en finalförlust mot franske Yannick Borel. Vid europeiska spelen 2023 i Kraków tog Tulen guld i värja efter att ha besegrat portugisiske Miguel Frazão i finalen. Vid olympiska sommarspelen 2024 i Paris blev han utslagen i sextondelsfinalen i värja av italienske Federico Vismara.
Vid EM 2025 i Genua tog Tulen silver tillsammans med Rafaël Tulen, David van Nunen och Konrad Veenenbos i lagtävlingen i värja efter en finalförlust mot Frankrike.